# Condado de Maurienne
O Condado de Maurienne é um condado que apareceu da divisão da Sapaudia e do Condado de Vienne no século X.

## Território
Estende-se ao longo do vale do Rio Arc (Saboia) e corresponde sensivelmente à actual província francesa da Maurienne, mas também nos vales intra-alpios de Susa (Itália) e de Briançon

## História
O condado aparece com Humberto I de Saboia - o Mãos brancas - o fundador da Casa de Saboia, e cujos descendentes conservaram o título de conde da Maurienn até Amadeu III de Saboia que será o primeiro a usar oficialmente o título de Conde de Saboia 

## Condes de Maurrienne
Foram condes de Maurienne:
- c.1027-c.1047 : Humberto I de Saboia
- c.1047-c.1051 : Humberto I de Saboia, filho
- c.1051-c.1060 : Otão I de Saboia, irmão de Amadeu
- c.1060-c.1078 : Pedro I de Saboia, filho
- c.1078-1094 : Amadeu II de Saboia (c.1048-1094), irmão de Pedro
- 1094-1103 : Humberto II de Saboia (morte em 1103), filho
- 1103-1149 : Amadeu III de Saboia (c.1095-30 août 1149), filho

A partir de Amadeu III os seus sucessores usaram o título de Conde de Saboia.